# Mandalaband
Mandalaband is de naam waaronder in de jaren 70 een tweetal albums met progressieve rockmuziek verscheen. Het brein achter Mandalaband is componist en producer David Rohl.
Mandalaband begon begin jaren als een echte band, bestaande uit Rohl (composities en productie), Tony Cresswell (drums, percussie), David Durant (zang), Vic Emerson (toetsen), Ashley Mulford (gitaar) en John Stimpson (bas, akoestische gitaar). De band toerde begin 1975 in het voorprogramma van Robin Trower en begon dat jaar aan de opnamen van een titelloos album, een conceptalbum over de Chinese invasie van Tibet. Omdat platenmaatschappij Chrysalis Records Rohl, die de nummers voor het album had geschreven, als producer verving, verliet deze de band. De overige leden, met uitzondering van zanger David Durant, gingen met zanger Paul Young en gitarist Ian Wilson verder als Sad Café. 
Rohl werkte hierna enige tijd als producer maar bleef als componist en muzikant in dienst van Chrysalis. In 1976 kreeg hij de opdracht om onder de naam Mandalaband een serie van drie conceptalbums te maken rond een, aan het werk van J.R.R. Tolkien herinnerend, thema. Bij gebrek aan een eigen band maakte Rohl gebruik van de diensten van bekende bands en artiesten als Justin Hayward (Moody Blues), 10cc, Barclay James Harvest, Noel Redding (Jimi Hendrix Experience), Maddy Prior (Steeleye Span) en Paul Young en Ian Wilson (beide Sad Café). Twee jaar later verscheen het eerste album, Eye of Wendor: Prophecies. Hoewel het album een redelijk verkoopsucces was, annuleerde Chrysalis de overige twee albums vanwege de hoge kosten. 
Na nog enkele jaren als producer te hebben gewerkt, verliet Rohl de muziekindustrie en werd  egyptoloog. In 2009 verscheen alsnog een derde Mandalaband album, BC: Ancestors, waarop naast Rohl ook Ashley Mulford weer aanwezig is, alsmede onder andere toetsenist Woolly Wolstenholme (Barclay James Harvest).

## Discografie
- 1975: Mandalaband I
- 1978: Mandalaband II: The eye of Wendor
- 2009: Mandalaband III: BC Ancestors
- 2011: Mandalaband IV: AD Sangreal (februari)